# Кричильск
Кричильск (укр. Кричильськ) — село, центр Кричильского сельского совета Сарненского района Ровненской области Украины.
Население по переписи 2001 года составляло 2834 человека. Почтовый индекс — 34530. Телефонный код — 3655. Код КОАТУУ — 5625483401.

## Местный совет
34530, Ровненская обл., Сарненский р-н, с. Кричильск, ул. Шевченко, 142.